# Іст-Магонінг Тауншип (округ Індіана, Пенсільванія)
Іст-Магонінг Тауншип (англ. East Mahoning Township) — селище (англ. township) в США, в окрузі Індіана штату Пенсільванія. Населення — 965 осіб (2020).

## Демографія
Згідно з переписом 2010 року, у селищі мешкало 1077 осіб у 408 домогосподарствах у складі 297 родин. Було 477 помешкань
Расовий склад населення:
| - 98,8 % — білих - 0,5 % — чорних або афроамериканців - 0,1 % — азіатів |

До двох чи більше рас належало 0,6 %. Частка іспаномовних становила 0,3 % від усіх жителів.
За віковим діапазоном населення розподілялося таким чином: 25,5 % — особи молодші 18 років, 61,6 % — особи у віці 18—64 років, 12,9 % — особи у віці 65 років та старші. Медіана віку мешканця становила 39,6 року. На 100 осіб жіночої статі у селищі припадало 102,8 чоловіків;  на 100 жінок у віці від 18 років та старших — 103,6 чоловіків також старших 18 років.
Середній дохід на одне домашнє господарство  становив 56 922 долари США (медіана — 51 750), а середній дохід на одну сім'ю — 60 547 доларів (медіана — 55 583). Медіана доходів становила 39 583 долари для чоловіків та 31 625 доларів для жінок. За межею бідності перебувало 12,1 % осіб, у тому числі 20,1 % дітей у віці до 18 років та 20,5 % осіб у віці 65 років та старших.
Цивільне працевлаштоване населення становило 459 осіб. Основні галузі зайнятості: освіта, охорона здоров'я та соціальна допомога — 22,2 %, сільське господарство, лісництво, риболовля — 17,0 %, роздрібна торгівля — 15,5 %.